# Pachydissus argentatus
Pachydissus argentatus es una especie de escarabajo longicornio del género Pachydissus, tribu Cerambycini, subfamilia Cerambycinae. Fue descrita científicamente por Pic en 1923.

## Descripción
Mide 18,74-20 milímetros de longitud.

## Distribución
Se distribuye por China.